# ألان جيمس فولي
ألان جيمس فولي (بالإنجليزية: Allan James Foley)‏ هو مغني ومغني أوبرا أيرلندي، ولد في 7 أغسطس 1837 في Cahir ‏ في جمهورية أيرلندا، وتوفي في 10 أكتوبر 1899 في ساوثبورت ‏ في المملكة المتحدة.